# 新尼古拉耶夫斯基 (伏尔加格勒州)
新尼古拉耶夫斯基（羅馬化：Novonikolayevskiy）是俄罗斯伏尔加格勒州的市级镇、新尼古拉耶夫斯基区行政中心，在州府伏尔加格勒西北方。
该地2021年人口有9,429人；2010年人口9,931；2002年人口10,228；1989年人口10,795。